# Rosario Bentivegna
Rosario Bentivegna, född 22 juni 1922 i Rom, Italien, död 2 april 2012, var en italiensk läkare och kommunistisk motståndsman under andra världskriget.
Bentivegna var en av ledarna inom GAP, där han gick under kodnamnet "Paolo". Den 23 mars 1944 ledde han tillsammans med Carla Capponi (som senare blev hans hustru) ett attentat mot tyska SS på Via Rasella i centrala Rom.